# Mistrzostwa Świata Juniorów w Biathlonie 2024
Mistrzostwa Świata Juniorów w Biathlonie 2024 – zawody sportowe w biathlonie, które odbyły się w dniach 23 lutego–2 marca 2024 r. w estońskim Otepää. Podczas mistrzostw rozegranych zostało dziewięć zawodów dla juniorów oraz dziewięć dla juniorów młodszych.
Była to druga impreza tej rangi organizowana w tej miejscowości, poprzednio w Otepää odbyły się Mistrzostwa Świata Juniorów w Biathlonie 2018. 

## Terminarz i medaliści

### Juniorzy
| Konkurencja                 | Data      | Godzina   | Złoto                                                                     | Srebro                                                                             | Brąz                                                                               | Źr.    |
| --------------------------- | --------- | --------- | ------------------------------------------------------------------------- | ---------------------------------------------------------------------------------- | ---------------------------------------------------------------------------------- | ------ |
| Sztafeta mieszana           | 23 lutego | 13:00 CET | Norwegia Sivert Gerhardsen · Isak Frey · Maren Brännare-Gran · Gro Randby | Niemcy Leonhard Pfund · Linus Kesper · Julia Tannheimer · Marlene Fichtner         | Austria Oliver Lienbacher · Fabian Müllauer · Lara Wagner · Anna Andexer           | [ 3 ]  |
| Bieg indywidualny 15 km M   | 25 lutego | 9:30 CET  | Leonhard Pfund                                                            | Valentin Lejeune                                                                   | Jan Guńka                                                                          | [ 4 ]  |
| Bieg indywidualny 12,5 km K | 25 lutego | 13:00 CET | Julia Tannheimer                                                          | Ema Kapustová                                                                      | Lena Repinc                                                                        | [ 5 ]  |
| Sprint 10 km M              | 28 lutego | 9:30 CET  | Isak Frey                                                                 | Jan Guńka                                                                          | Linus Kesper                                                                       | [ 6 ]  |
| Sprint 7,5 km K             | 28 lutego | 13:00 CET | Sara Andersson                                                            | Julia Tannheimer                                                                   | Walentina Dimitrowa                                                                | [ 7 ]  |
| Bieg masowy 12 km M         | 29 lutego | 12:20 CET | Sivert Gerhardsen                                                         | Isak Frey                                                                          | Tobias Alm                                                                         | [ 8 ]  |
| Bieg masowy 9 km K          | 29 lutego | 13:20 CET | Julia Kink                                                                | Ema Kapustová                                                                      | Fany Bertrand                                                                      | [ 9 ]  |
| Sztafeta (4 x 7,5 km) M     | 2 marca   | 8:45 CET  | Norwegia Tobias Alm · Sivert Gerhardsen · Ole Suhrke · Isak Frey          | Ukraina Stepan Kinasz · Bohdan Borkowskij · Serhij Suprun · Witalij Mandzyn        | Francja Valentin Lejeune · Axel Garnier · Théo Guiraud-Poillot · Jacques Jefferies | [ 10 ] |
| Sztafeta (4 x 6 km) K       | 2 marca   | 11:40 CET | Niemcy Alina Nußbicker · Julia Tannheimer · Julia Kink · Marlene Fichtner | Norwegia Ann Kristin Aaland · Gro Randby · Guro Femsteinevik · Maren Brännare-Gran | Francja Léonie Jeannier · Fany Bertrand · Célia Henaff · Lisa Siberchicot          | [ 11 ] |

### Juniorzy młodsi
| Konkurencja                 | Data      | Godzina   | Złoto                                                                       | Srebro                                                                          | Brąz                                                                        | Źr.    |
| --------------------------- | --------- | --------- | --------------------------------------------------------------------------- | ------------------------------------------------------------------------------- | --------------------------------------------------------------------------- | ------ |
| Sztafeta mieszana           | 23 lutego | 9:30 CET  | Francja Léo Carlier · Antonin Guy · Voldiya Galmace-Paulin · Alice Dusserre | Norwegia Oliver Alm · Kasper Kalkenberg · Silje Berg-Knutsen · Agathe Brathagen | Czechy Vladimír Kocmánek · David Eliáš · Ilona Plecháčová · Heda Mikolášová | [ 12 ] |
| Bieg indywidualny 12,5 km M | 24 lutego | 9:30 CET  | Antonin Guy                                                                 | Kasper Kalkenberg                                                               | Pavel Trojer                                                                | [ 13 ] |
| Bieg indywidualny 10 km K   | 24 lutego | 13:00 CET | Alma Siegismund                                                             | Ilona Plecháčová                                                                | Voldiya Galmace-Paulin                                                      | [ 14 ] |
| Sprint 7,5 km M             | 27 lutego | 9:30 CET  | Kasper Kalkenberg                                                           | Matija Legović                                                                  | Jimi Klemettinen                                                            | [ 15 ] |
| Sprint 6 km K               | 27 lutego | 13:00 CET | Elsa Tänglander                                                             | Voldiya Galmace-Paulin                                                          | Melina Gaupp                                                                | [ 16 ] |
| Bieg masowy 12 km M         | 29 lutego | 9:00 CET  | Kasper Kalkenberg                                                           | Jakob Kulbin                                                                    | Oliver Alm                                                                  | [ 17 ] |
| Bieg masowy 9 km K          | 29 lutego | 10:00 CET | Ołeksandra Merkuszyna                                                       | Lola Bugeaud                                                                    | Carlotta Gautero                                                            | [ 18 ] |
| Sztafeta (3 x 7,5 km) M     | 1 marca   | 9:30 CET  | Norwegia Isak Skogrand · Oliver Alm · Kasper Kalkenberg                     | Francja Léo Carlier · Jérémie Bouchex-Bellomie · Antonin Guy                    | Włochy Michele Carollo · Davide Cola · Nicola Giordano                      | [ 19 ] |
| Sztafeta (3 x 6 km) K       | 1 marca   | 12:30 CET | Norwegia Agathe Brathagen · Anna Torjussen · Silje Berg-Knutsen             | Włochy Fabiola Miraglio Mellano · Nayeli Mariotti Cavagnet · Carlotta Gautero   | Czechy Agáta Moskvová · Ilona Plecháčová · Heda Mikolášová                  | [ 20 ] |

## Klasyfikacja medalowa
*   Gospodarz ( Estonia)
| Miejsce | Reprezentacja | Złoto | Srebro | Brąz | Razem |
| ------- | ------------- | ----- | ------ | ---- | ----- |
| 1       | Norwegia      | 8     | 4      | 2    | 14    |
| 2       | Niemcy        | 5     | 2      | 2    | 9     |
| 3       | Francja       | 2     | 4      | 4    | 10    |
| 4       | Szwecja       | 2     | 0      | 0    | 2     |
| 5       | Ukraina       | 1     | 1      | 0    | 2     |
| 6       | Słowacja      | 0     | 2      | 0    | 2     |
| 7       | Czechy        | 0     | 1      | 2    | 3     |
| 7       | Włochy        | 0     | 1      | 2    | 3     |
| 9       | Polska        | 0     | 1      | 1    | 2     |
| 10      | Estonia*      | 0     | 1      | 0    | 1     |
| 10      | Chorwacja     | 0     | 1      | 0    | 1     |
| 12      | Słowenia      | 0     | 0      | 2    | 2     |
| 13      | Bułgaria      | 0     | 0      | 1    | 1     |
| 13      | Austria       | 0     | 0      | 1    | 1     |
| 13      | Finlandia     | 0     | 0      | 1    | 1     |
| Razem   | Razem         | 18    | 18     | 18   | 54    |